# NGC 3132
NGC 3132 é uma nebulosa planetária na direção da constelação de Vela. O objeto foi descoberto pelo astrônomo John Herschel em 1835, usando um telescópio refletor com abertura de 18,6 polegadas. Devido a sua moderada magnitude aparente (+9,2), é visível apenas com telescópios amadores ou com equipamentos superiores.